# Gerichtsbezirk Obdach
Der Gerichtsbezirk Obdach war ein dem Bezirksgericht Obdach unterstehender Gerichtsbezirk im Bundesland Steiermark. Er umfasste den südlichen Teil des politischen Bezirks Judenburg (heute Bezirk Murtal) und wurde 1923 dem Gerichtsbezirk Judenburg zugeschlagen.

## Geschichte
Der Gerichtsbezirk Obdach wurde durch eine 1849 beschlossene Kundmachung der Landes-Gerichts-Einführungs-Kommission geschaffen und umfasste ursprünglich die sieben Gemeinden Granitzen, Kienberg, Lavantegg, Obdach, Obdachegg, Prethal und Schwarzenbach.
Der Gerichtsbezirk Obdach bildete im Zuge der Trennung der politischen von der judikativen Verwaltung
ab 1868 gemeinsam mit den Gerichtsbezirken Knittelfeld, Judenburg und Oberzeiring den Bezirk Judenburg.
Nach dem Ersten Weltkrieg wurde der Gerichtsbezirk Obdach per 1. Juni 1923 aufgelöst und das Gebiet dem Gerichtsbezirk Judenburg zugeschlagen.
Seit 1. Jänner 2012 ist das ehemalige Gebiet Teil des Bezirks Murtal, der aus den Bezirken Knittelfeld und Judenburg gebildet wurde und aus den gleichnamigen Gerichtsbezirken besteht.

## Gerichtssprengel
Der Gerichtssprengel umfasste zum Zeitpunkt seiner Auflösung die damaligen sieben Gemeinden Granitzen, Kienberg, Lavantegg, Obdach, Obdachegg, Prethal und Schwarzenbach.